# 의장

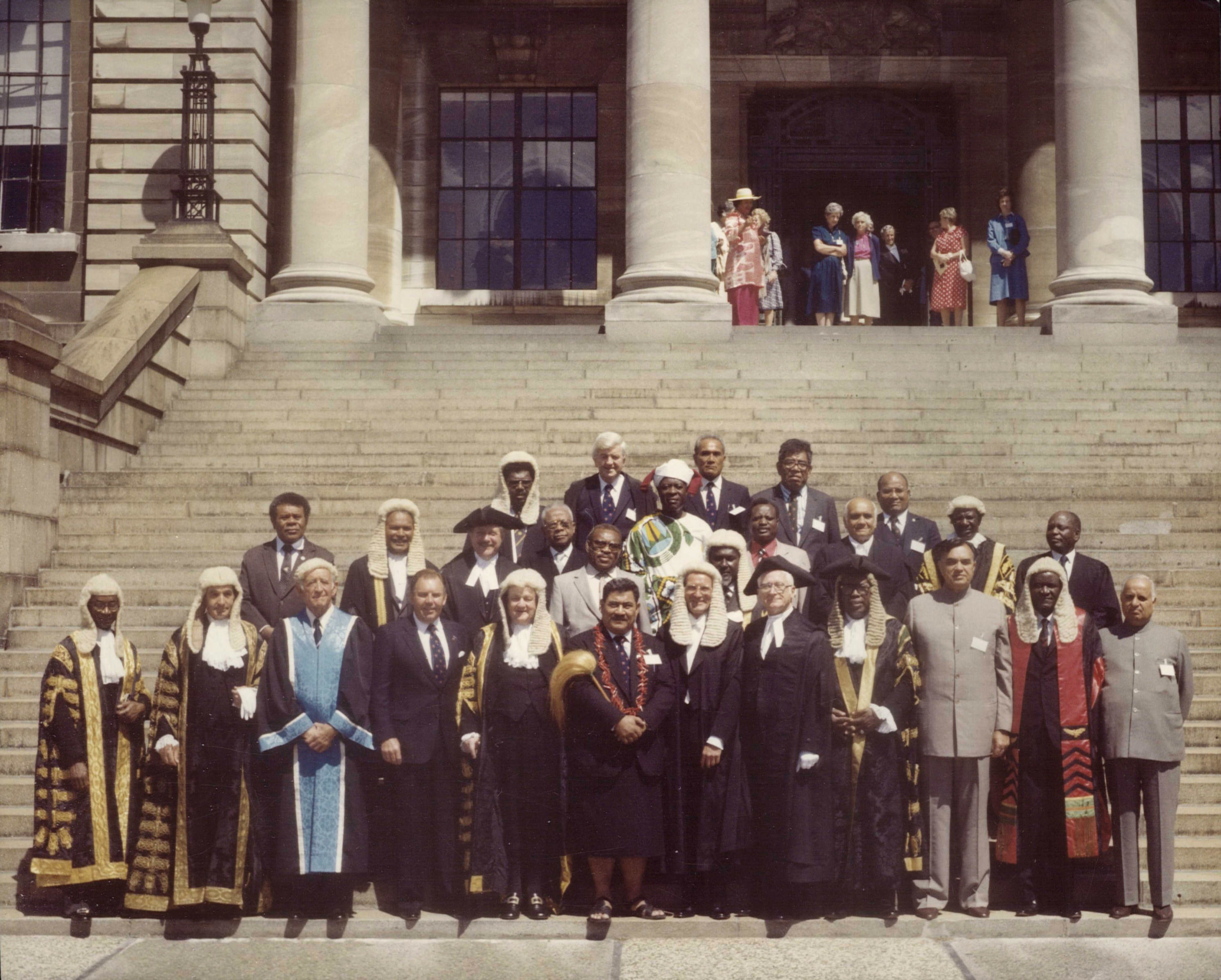

의장(議長)은 회의를 대표하고, 회의 운영을 총괄하는 직책이다.

## 개요
조직에서는 의사 운영 이외의 집행 권한이 부여되어 있고 최고 결의 기관의 의장을 조직 전체의 대표로 하는 조직도 있다. 영어 표기 번역에 의해 Speaker, President, Chairman 등에 대한 번역어로 사용된다.

## 국회의장

### 개요
입법권의 대표자이고, 국회를 주재하며 의사 진행을 총괄한다.
| 나라                   | 단원(일당)                                                                     | 하원          | 상원                                                       | 비고 |
| ---------------------- | ------------------------------------------------------------------------------ | ------------- | ---------------------------------------------------------- | ---- |
| 대한민국               | 국회의장                                                                       | 민의원 의장   | 참의원 의장 (대한민국 제1공화국 당시 부통령이 겸임하였다.) |      |
| 베트남                 | 국회주석                                                                       |               |                                                            |      |
| 조선민주주의인민공화국 | 최고인민회의 상임위원회 위원장 (비회의시)/최고인민회의 의장 (회의시)           |               |                                                            |      |
| 러시아                 |                                                                                | 국가두마 의장 | 연방평의회 의장                                            |      |
| 프랑스                 |                                                                                | 하원 의장     | 상원의장                                                   |      |
| 영국                   |                                                                                | 하원의장      | 상원의장                                                   |      |
| 독일                   |                                                                                | 연방의회 의장 | 연방상원 의장                                              |      |
| 이탈리아               |                                                                                | 대의회 의장   | 상원의장                                                   |      |
| 미국                   |                                                                                | 하원의장      | 상원의장 (부통령이 겸임)                                   |      |
| 중화민국               | 입법원장                                                                       |               |                                                            |      |
| 우크라이나             | 최고라다 의장                                                                  |               |                                                            |      |
| 홍콩                   | 입법회 주석                                                                    |               |                                                            |      |
| 중국                   | 전국인민대표대회 상무위원회 위원장 (비회의시)/전국인민대표대회 주석단 (회의시) |               |                                                            |      |
| 아르헨티나             |                                                                                | 대의원 의장   | 상원의장                                                   |      |
| 일본                   |                                                                                | 중의원 의장   | 참의원 의장                                                |      |

## 대한민국
국회 및 지방의회의 대표자이며, 회의 주재자이다.

### 양원제의 국회의장
제2공화국(1960.6.15. - 1961.5.16.)은 하원인 민의원과 상원인 참의원을 두어 양원제(兩院制)를 실시했다.
참의원은 이미 1952년 7월 제1차 개정 헌법(제36조제2항)에서부터 규정되었고 부통령이 참의원의 의장을 하도록 하였으나, 제1공화국은 민의원만 구성하고 참의원 의원 선거가 이루어지지 않아 실제로는 단원제(單院制)로 운영되었다.

### 단원제의 국회의장
대한민국에서 양원제(兩院制)가 운영된 것은 제2공화국 뿐으로, 대한민국 국회는 1963년 12월부터 시행된 제3공화국 헌법 이후 단원제로 운영되고 있다.

### 의장
국회의장은 국회법상 임원이다.

### 선임
국회의장은 국회에서 무기명투표로 선거하되 재적의원 과반수의 득표로 당선된다.

### 임기
임기는 2년이다.

### 부의장
부의장은 의장이 사고가있을 때 또는 위원장이 빠졌을 때 회의를 주재하는 자. 구체적으로는 의장이 질병 휴일 또는 사고 등으로 부재시 또는 의사가 장시간이 의장이 휴식을 취할 때 의장석에 앉아 회의를 진행시킨다. 직무 내용 및 권한은 긍정적 의장에 준한다. 국회부의장은 국회법상 임원이다. 부의장의 임기는 국회의원의 임기 만료까지이다. 부의장도 국회에서 무기명투표로 선출하되 재적의원 과반수의 득표로 당선된다.

### 지방의회 의장
시의회, 도의회(광역) 및 시의회, 구의회, 군의회(기초)의장이 존재한다. 의장의 임기는 2년이며, 임기가 끝나면 교체 된다. 선임은 시도의원들이 무기명투표로 가장 많은 투표를 얻은 의원이 의장이 된다. 국회와 마찬가지로 의장은 표결에 참여할 수 없다.

## 법인의장
법인에서는 이사회 등 회의의 의사를 진행하는 역할의 사람을 의장으로 부른다.

## 기타의장
- 소련 연방 - 최고회의간부회의 의장이 국가 원수였다.
- 조선공산당 - 수장의 직함은 중앙위원회 의장, 그러나 일반적 영수회담 에서는 위원장이라 불렀다.
- 국가평의회 의장(ja)
- 세계 보건 기구 - 수장의 직함은 의장이다.

## 같이 보기
- 연방준비제도 이사회 의장